# Saint-Sauvant, Charente-Maritime
Saint-Sauvant là một xã trong tỉnh Charente-Maritime trong vùng Nouvelle-Aquitaine, tây nam nước Pháp. Xã Saint-Sauvant, Charente-Maritime nằm ở khu vực có độ cao trung bình 40 mét trên mực nước biển.